# Memmo Carotenuto
Guglielmo Carotenuto detto Memmo (Roma, 23 agosto 1908 – Roma, 23 dicembre 1980) è stato un attore italiano.

## Biografia
Fratello maggiore di Mario Carotenuto, entrambi figli di Nello Carotenuto, a sua volta noto attore teatrale, e di Corinna Santarnecchi, esordì in teatro ancora bambino nella compagnia dialettale romanesca di cui faceva parte il padre. Entrò nel cinema, interpretando la prima piccola parte, in Vecchia guardia (1934) di Alessandro Blasetti. Proseguì l'attività anche durante la guerra, aderendo alla cinematografia di Salò.
Il primo ruolo importante giunse con l'interpretazione del compagno di stanza d'ospedale del protagonista di Umberto D. (1952), in cui Vittorio De Sica gli diede la possibilità di mettere in mostra il suo talento drammatico, che si perfezionò con gli anni in ruoli di popolano capitolino di sanguigna espressività e grande cuore. Nel 1955 recitò insieme al principe della risata nel film Totò, Peppino e i fuorilegge, interpretando la parte di Ignazio detto il torchio. Nel 1956 la sua interpretazione di Quirino, comprimario di Marcello Mastroianni nel film Il bigamo di Luciano Emmer, gli valse un Nastro d'argento. Nel 1953 affiancò Valentina Cortese e Giulietta Masina in Donne proibite.
Degna di nota la sua parte ne I soliti ignoti (1958) di Mario Monicelli, nel quale interpretò il galeotto Cosimo, cui Peppe er Pantera (Vittorio Gassman) soffia il piano del fatidico colpo al Monte di Pietà che finisce a pasta e ceci. In Poveri ma belli (1956) e Belle ma povere (1957), entrambi di Dino Risi, è il tranviere compagno di stanza di Renato Salvatori; in Padri e figli di Mario Monicelli (1957), è invece un amorevole ma collerico padre alle prese con una numerosa prole; infine, in Pane, amore e fantasia (1953) e Pane, amore e gelosia (1954), entrambi di Luigi Comencini, ha la parte del carabiniere Baiocchi, spalla di De Sica. Nel 1956 affiancò Alberto Sordi in Mio figlio Nerone.
Nel 1965 Memmo Carotenuto con Carlo Romano partecipò a una serie di sketch della rubrica pubblicitaria Carosello che pubblicizzavano le polveri per acqua frizzante Idrolitina della Gazzoni. Negli anni settanta le sue apparizioni cinematografiche furono prevalentemente in film con Franco Franchi e Ciccio Ingrassia o con Enrico Montesano. Pochi mesi prima di morire girò il suo ultimo film, per la regia di Salvatore Samperi, dal titolo Un amore in prima classe (1980). Memmo Carotenuto è morto a Roma il 23 dicembre 1980, colpito da infarto, all'età di 72 anni. Riposa accanto alla moglie nel cimitero Flaminio a Roma.

## Filmografia

Memmo Carotenuto in Lo scocciatore (Via Padova 46) (1953)

Memmo Carotenuto con Fernandel in Don Camillo e l'onorevole Peppone (1955)

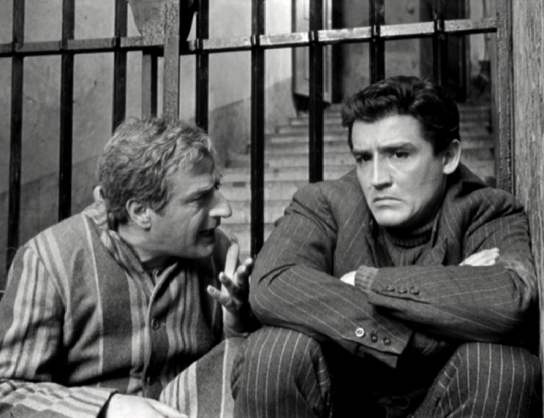
Carotenuto con Vittorio Gassman in I soliti ignoti (1958)

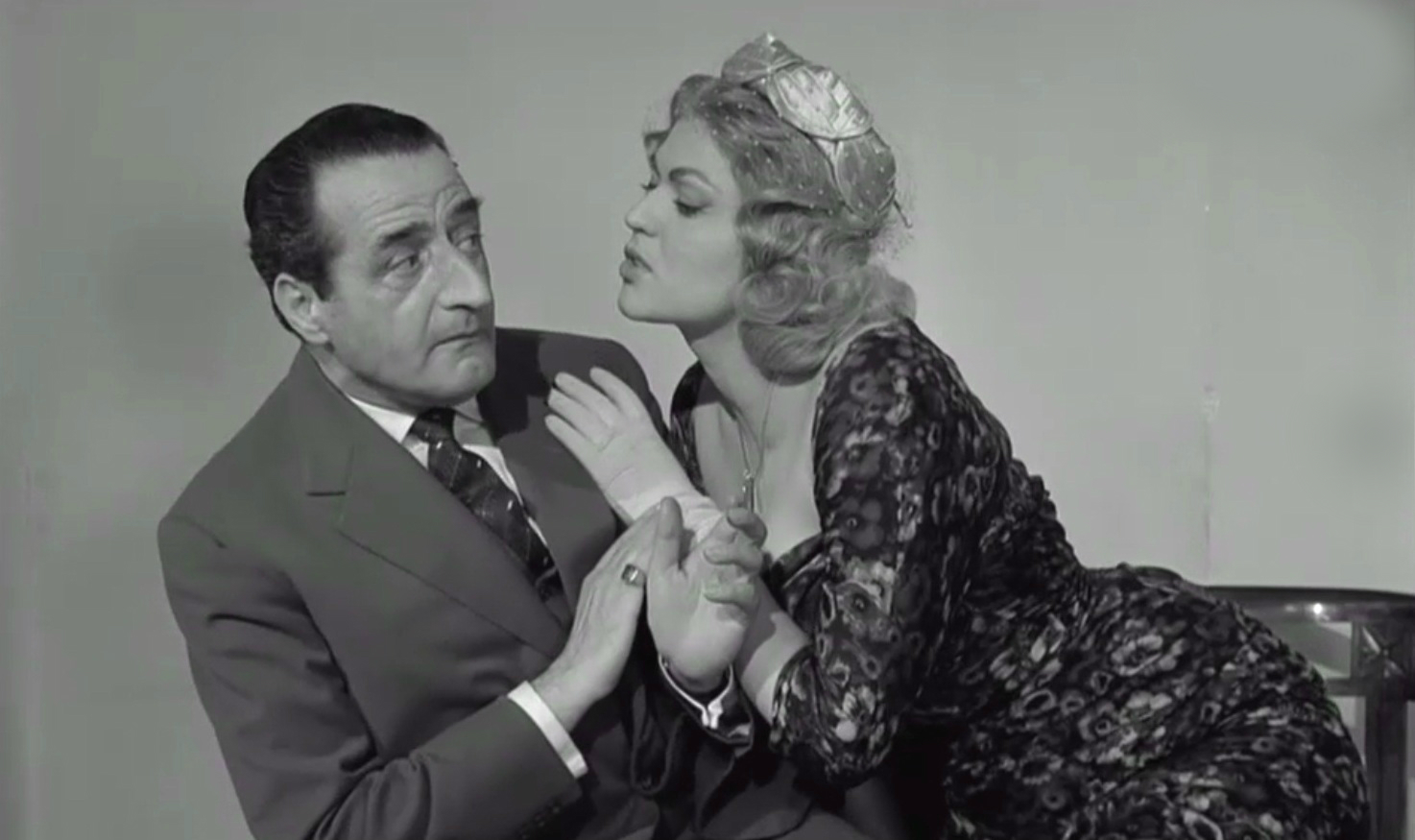
Carotenuto con Gina Rovere in I piaceri dello scapolo (1960)

- L'armata azzurra, regia di Gennaro Righelli (1932)
- Vecchia guardia, regia di Alessandro Blasetti (1935)
- Lorenzino dei Medici, regia di Guido Brignone (1935)
- Tosca, regia di Carl Koch e Jean Renoir (1941)
- Senza famiglia, regia di Giorgio Ferroni (1946)
- Il Passatore, regia di Duilio Coletti (1947)
- Ladri di biciclette, regia di Vittorio De Sica (1948)
- Adamo ed Eva, regia di Mario Mattoli (1949)
- Prigioniera della torre di fuoco, regia di Giorgio Walter Chili (1952)
- Processo contro ignoti, regia di Guido Brignone (1952)
- Umberto D., regia di Vittorio De Sica (1952)
- La domenica della buona gente, regia di Anton Giulio Majano (1953)
- Donne proibite, regia di Giuseppe Amato (1953)
- Nerone e Messalina, regia di Primo Zeglio (1953)
- Piovuto dal cielo, regia di Leonardo De Mitri (1953)
- Lo scocciatore (Via Padova 46), regia di Giorgio Bianchi (1953)
- Pane, amore e fantasia, regia di Luigi Comencini (1953)
- Stazione Termini, regia di Vittorio De Sica (1953)
- Prima di sera, regia di Piero Tellini (1954)
- Allegro squadrone, regia di Paolo Moffa (1954)
- I tre ladri, regia di Lionello De Felice (1954)
- Casa Ricordi regia di Carmine Gallone (1954)
- Pane, amore e gelosia, regia di Luigi Comencini (1954)
- Ripudiata, regia di Giorgio Walter Chili (1954)
- Tempi nostri - Zibaldone n. 2, regia di Alessandro Blasetti (1954)
- Peccato che sia una canaglia, regia di Alessandro Blasetti (1954)
- Le vacanze del Sor Clemente, regia di Camillo Mastrocinque (1955)
- Piccola posta, regia di Steno (1955)
- Don Camillo e l'onorevole Peppone, regia di Carmine Gallone (1955)
- La ladra, regia di Mario Bonnard (1955)
- Bella non piangere, regia di David Carbonari (1955)
- Cheri-Bibi (Il forzato della Guiana) (Chéri-Bibi), regia di Marcello Pagliero (1955)
- Gli ultimi cinque minuti, regia di Giuseppe Amato (1955)
- Accadde al penitenziario, regia di Giorgio Bianchi (1955)
- Il bigamo, regia di Luciano Emmer (1956)
- Donne, amore e matrimoni, regia di Roberto Bianchi Montero (1956)
- La banda degli onesti, regia di Camillo Mastrocinque (1956)
- Cantando sotto le stelle, regia di Marino Girolami (1956)
- Totò, Peppino e i fuorilegge, regia di Camillo Mastrocinque (1956)
- Guardia, guardia scelta, brigadiere e maresciallo, regia di Mauro Bolognini (1956)
- Poveri ma belli, regia di Dino Risi (1956)
- Tempo di villeggiatura, regia di Antonio Racioppi (1956)
- La fortuna di essere donna, regia di Alessandro Blasetti (1956)
- I giorni più belli, regia di Mario Mattoli (1956)
- Mio figlio Nerone, regia di Steno (1956)
- Addio sogni di gloria, regia di Giuseppe Vari (1957)
- Susanna tutta panna, regia di Steno (1957)
- A vent'anni è sempre festa, regia di Vittorio Duse (1957)
- I dritti, regia di Mario Amendola (1957)
- Belle ma povere, regia di Dino Risi (1957)
- Padri e figli, regia di Mario Monicelli (1957)
- Parola di ladro, regia di Gianni Puccini e Nanni Loy (1957)
- Il sole tornerà, regia di Ferdinando Merighi (1957)
- Non cantare... baciami!, regia di Giorgio Simonelli (1957)
- Classe di ferro, regia di Turi Vasile (1957)
- Mariti in città, regia di Luigi Comencini (1957)
- Solo Dio mi fermerà, regia di Renato Polselli (1957)
- Gente felice, regia di Mino Loy (1957)
- Il momento più bello, regia di Luciano Emmer (1957)
- Gli italiani sono matti, regia di Duilio Coletti e Luis María Delgado (1958)
- Totò e Marcellino, regia di Antonio Musu (1958)
- Le dritte, regia di Mario Amendola (1958)
- Ragazzi della marina, regia di Francesco De Robertis (1958)
- Gambe d'oro, regia di Turi Vasile (1958)
- Via col... paravento, regia di Mario Costa (1958)
- Io, mammeta e tu, regia di Carlo Ludovico Bragaglia (1958)
- I soliti ignoti, regia di Mario Monicelli (1958)
- L'uomo dai calzoni corti, regia di Glauco Pellegrini (1958)
- Totò a Parigi, regia di Camillo Mastrocinque (1958)
- Poveri milionari, regia di Dino Risi (1958)
- Tuppe tuppe, Marescià!, regia di Carlo Ludovico Bragaglia (1958)
- Gagliardi e pupe, regia di Roberto Bianchi Montero (1958)
- Spavaldi e innamorati, regia di Giuseppe Vari (1959)
- La Pica sul Pacifico, regia di Roberto Bianchi Montero (1959)
- Policarpo, ufficiale di scrittura, regia di Mario Soldati (1959)
- Psicanalista per signora (Le confident de ces dames), regia di Jean Boyer (1959)
- Le sorprese dell'amore, regia di Luigi Comencini (1959)
- Il nemico di mia moglie, regia di Gianni Puccini (1959)
- Agosto, donne mie non vi conosco, regia di Guido Malatesta (1959)
- Ferdinando Iº re di Napoli, regia di Gianni Franciolini (1959)
- Tutti innamorati, regia di Giuseppe Orlandini (1959)
- Il principe fusto, regia di Maurizio Arena (1960)
- I piaceri dello scapolo, regia di Giulio Petroni (1960)
- Fernandel, scopa e pennel (Cocagne), regia di Maurice Cloche (1961)
- Mariti in pericolo, regia di Mauro Morassi (1961)
- Le ambiziose, regia di Antonio Amendola (1961)
- Rocco e le sorelle, regia di Giorgio Simonelli (1961)
- Akiko, regia di Luigi Filippo D'Amico (1961)
- Il mondo nella mia tasca (An einem freitag um halb zwölf), regia di Alvin Rakoff (1961)
- Nerone '71, regia di Walter Filippi (1962)
- Un branco di vigliacchi, regia di Fabrizio Taglioni (1962)
- Canzoni a tempo di twist, regia di Stefano Canzio (1962)
- Il giorno più corto, regia di Sergio Corbucci (1962)
- Avventura al motel, regia di Renato Polselli (1963)
- La ballata dei mariti, regia di Fabrizio Taglioni (1963)
- Gli onorevoli, regia di Sergio Corbucci (1963)
- Divorzio alla siciliana, regia di Enzo Di Gianni (1963)
- Napoleone a Firenze, regia di Piero Pierotti (1964)
- ...poi ti sposerò, regia di Philippe de Broca (1964)
- Casanova '70, regia di Mario Monicelli (1965)
- Assassinio made in Italy, regia di Silvio Amadio (1965)
- 7 monaci d'oro, regia di Moraldo Rossi (1966)
- Follie d'estate, regia di Edoardo Anton (1966)
- Die Hochzeitsreise, regia di Ralf Gregan (1969)
- Un'estate, un inverno, regia di Mario Caiano (1971) - miniserie TV
- Riuscirà l'avvocato Franco Benenato a sconfiggere il suo acerrimo nemico il pretore Ciccio De Ingras?, regia di Mino Guerrini (1971)
- I due della F. 1 alla corsa più pazza, pazza del mondo, regia di Osvaldo Civirani (1971)
- L'emigrante, regia di Pasquale Festa Campanile (1973)
- La polizia è al servizio del cittadino?, regia di Romolo Guerrieri (1973)
- Di Tresette ce n'è uno, tutti gli altri son nessuno, regia di Giuliano Carnimeo (1974)
- San Pasquale Baylonne protettore delle donne, regia di Luigi Filippo D'Amico (1976)
- Furto di sera bel colpo si spera, regia di Mariano Laurenti (1974)
- Grazie tante arrivederci, regia di Mauro Ivaldi (1977)
- Un amore in prima classe, regia di Salvatore Samperi (1980)

### Doppiatori
In alcuni film è stato doppiato dalle seguenti voci:
- Lauro Gazzolo in Processo contro ignoti, Bella non piangere
- Cesare Polacco in Allegro squadrone
- Cesare Fantoni in Don Camillo e l'onorevole Peppone
- Glauco Onorato in Mio figlio Nerone
- Carlo Romano in Piovuto dal cielo
- Ugo D'Alessio ne L’emigrante

### Doppiatore
- Giulio Calì in Un eroe dei nostri tempi
- Santana in ...continuavano a chiamarlo il gatto con gli stivali